# 무라마쓰 유키노리
무라마쓰 유키노리(일본어: 村松 幸典, 1969년 6월 13일 ~ )는 일본의 전 축구 선수이다.

## 구단 경력
1992년 J1리그의 우라와 레즈에 입단했다. 1996년 재팬 풋볼 리그의 후지쓰로 이적했다. 1996년후 현역 은퇴.